# حسنلو (أرومية)
حسنلو هي قرية في مقاطعة أرومية، إيران. يقدر عدد سكانها بـ 296 نسمة بحسب إحصاء 2016.